# This Is Why (песня)
«This Is Why» (с англ. — «Вот поэтому») — песня американской альтернативной рок-группы Paramore, ставшая ведущим синглом их шестого студийного альбома This Is Why. Сингл вышел 28 сентября 2022 года на лейбле Atlantic Records. Песня была написана Хейли Уильямс, Тейлором Йорком и Заком Фарро и спродюсирована Карлосом де ла Гарза. Песня сопровождалась музыкальным видеоклипом, выпущенным в тот же день.

## История
Песня «This Is Why» была выпущена 28 сентября 2022 года. Это была последняя песня, написанная для альбома, к тому моменту Уильямс «устала писать тексты», хотя гитарист Тейлор Йорк убедил Уильямс и барабанщика Зака Фарро поработать над одной «последней идеей». Уильямс заявил, что она «суммирует множество нелепых эмоций, американские горки от того, что мы живем в 2022 году, пережив даже только последние три или четыре года», и подумал, что после пандемии COVID-19 и «надвигающейся гибели умирающей планеты» «люди должны были найти в себе силы стать добрее, сочувственнее или что-то в этом роде».

## Композиция
«This Is Why» была описана как песня в стилях фанк, инди-поп, пост-панк, поп-панк, дэнс-панк, альтернативный рок, соул и танцевальная музыка.

## Отзывы
| Оценки критиков | Оценки критиков |
| Источник        | Оценка          |
| --------------- | --------------- |
| NME             | [ 8 ]           |

Песня получила положительные отзывы музыкальных критиков и интернет-изданий. Куинн Морленд из Pitchfork написал, что трек «опирается на фанки-поп, который окрасил альбом 2017 года After Laughter, но отходит от яркого блеска предшественника в пользу чего-то более грязного и смутно угрожающего», и назвал припев «острым» с инструментами из маримбы, создающими «напряженный мост», после которого «песня ползет вперед, в конечном итоге так и не выходя из своей параноидальной спирали». Али Шатлер из NME описал ее как «рычащий, вызывающий средний палец ненавистникам» и «головокружительное заявление о цели» с «вновь обретенной актуальностью музыки для вечеринок, которая берёт влияние из их сердитых дней, когда они были задиристыми поп-панкерами», сопровождаемое «дискотечным топотом». Стеффани Ванг из Nylon назвал его «разочарованным гимном», а также «взрывным» и отметил, что он «звуково вписывается в аккуратное промежуточное пространство между старым поп-панк материалом [группы] и современным электронным звучанием альбома 2017 года After Laughter».

#### Годовые итоговые списки
| Публикация  | Список                          | Ранг | Ссылка |
| ----------- | ------------------------------- | ---- | ------ |
| Consequence | Top 50 Songs of 2022            | 1    | [ 11 ] |
| NME         | The 50 Best Songs of 2022       | 2    | [ 12 ] |
| Nylon       | Favourite Songs of 2022         | -    | [ 13 ] |
| BBC Radio 1 | Hottest Record of the Year 2022 | 1    | [ 14 ] |

## Коммерческий успех
В феврале 2023 года песня возглавила радио рок-чарт Alternative Airplay, первый их чарттоппер в радио-чартах за почт и десять лет. Их трек «Ain’t It Fun» три недели был номером один Adult Pop Airplay в 2014 году.

## Музыкальное видео
Музыкальное видео было выпущено в тот же день, что и песня, и было снято в Малибу, Калифорния, режиссером Бренданом Йейтсом из американской панк-группы Turnstile. В нём группа выступает и «резвится … в пустыне Малибу, среди трав, на фоне голубого неба и […] в свободных интерьерах дома».

## Позиции в чартах
| Чарт (2022)                                     | Лучший результат |
| ----------------------------------------------- | ---------------- |
| Канада Rock (Billboard)                         | 25               |
| Германия (Rock Airplay, Official German Charts) | 9                |
| Ирландия (IRMA)                                 | 90               |
| Новая Зеландия (RMNZ)                           | 8                |
| Великобритания (OCC UK Singles)                 | 61               |
| США (Billboard Bubbling Under Hot 100)          | 8                |
| США (Billboard Hot Rock & Alternative Songs)    | 15               |
| США (Billboard Rock & Alternative Airplay)      | 3                |
| США (Alternative Airplay? Billboard)            | 1                |